# Ellebæk Sogn
Ellebæk Sogn er et sogn i Holstebro Provsti (Viborg Stift).
Ellebæk Kirke blev opført i 1980, og Ellebæk blev et kirkedistrikt i Måbjerg Sogn, der havde hørt til Hjerm Herred i Ringkøbing Amt og midt i 1960'erne var indlemmet i Holstebro Købstad, der ved kommunalreformen i 1970 blev kernen i Holstebro Kommune.
Da kirkedistrikterne blev ophævet 1. oktober 2010, blev Ellebæk Kirkedistrikt udskilt fra Måbjerg Sogn som det selvstændige Ellebæk Sogn.
Stednavne, se Måbjerg Sogn